# Protolestes
Protolestes is een geslacht van libellen (Odonata) uit de familie van de Megapodagrionidae (Vlakvleugeljuffers).

## Soorten
Protolestes omvat 8 soorten:
- Protolestes fickei Förster, 1899
- Protolestes furcatus Aguesse, 1967
- Protolestes kerckhoffae Schmidt in Fraser, 1949
- Protolestes leonorae Schmidt, 1951
- Protolestes milloti Fraser, 1949
- Protolestes proselytus Lieftinck, 1965
- Protolestes rufescens Aguesse, 1967
- Protolestes simonei Aguesse, 1967